# 菅野彩
菅野 彩（かんの あや、1989年7月12日 - ）は、日本の女優。株式会社スターズ所属。神奈川県出身。血液型はO型。サイズ T166 B83 W63 H88。

## 人物紹介

### 特技
ジャズダンス

### 趣味・嗜好
- 趣味：お菓子作り、人の首の後ろのにおいをかぐこと
- 好きな食べ物：チョコ、アイス、エスニック料理
- 苦手な食べ物：生カキ

## 出演作品

### 短編映画
- リフレインが叫んでる 撮影協力 (Yuming Films)(2007年)

### TV
- 麗しき鬼 高校生役 (東海テレビ)(2007年)

### Web CM
- Axe エコ発電編  高校生役 (2007年)

### モデル
- GROOVY NIGHT 2007 ヘアショーモデル(2007年)
- フロムハンド ヘアメイクショーモデル(2007年)
- ビーナスコンテスト ヘアショーモデル(2006年)

### BLOG
- タレントフォト日記 (タレントデータバンク)(2007年)